# Anadolu Efes Spor Kulübü 2014-2015
Questa voce raccoglie le informazioni riguardanti l'Anadolu Efes Spor Kulübü nelle competizioni ufficiali della stagione 2014-2015.

## Stagione
La stagione 2014-2015 dell'Anadolu Efes Spor Kulübü è la 37ª nel massimo campionato turco di pallacanestro, la Türkiye 1. Basketbol Ligi.

## Roster
Aggiornato al 11 ottobre 2021.
| Anadolu Efes 2014-15 | Anadolu Efes 2014-15 |
| Giocatori            | Staff tecnico        |
| -------------------- | -------------------- |

| N. | Naz.                                               | Ruolo | Nome                | Anno | Alt.   | Peso   |  |
| -- | -------------------------------------------------- | ----- | ------------------- | ---- | ------ | ------ |  |
| 4  | Turchia (bandiera)                                 | P     | Doğuş Balbay (C)    | 1989 | 185 cm | 82 kg  |  |
| 5  | Stati Uniti (bandiera) · Irlanda (bandiera)        | G     | Donnie McGrath      | 1984 | 193 cm | 90 kg  |  |
| 6  | Macedonia del Nord (bandiera) · Turchia (bandiera) | A     | Cedi Osman          | 1995 | 204 cm | 91 kg  |  |
| 7  | Grecia (bandiera)                                  | AP    | Stratos Perperoglou | 1984 | 203 cm | 104 kg |  |
| 8  | Turchia (bandiera)                                 | G     | Birkan Batuk        | 1990 | 196 cm | 87 kg  |  |
| 9  | Croazia (bandiera)                                 | AG    | Dario Šarić         | 1994 | 208 cm | 101 kg |  |
| 10 | Stati Uniti (bandiera) · Croazia (bandiera)        | P     | Dontaye Draper      | 1984 | 181 cm | 82 kg  |  |
| 12 | Serbia (bandiera)                                  | C     | Nenad Krstić        | 1983 | 212 cm | 110 kg |  |
| 13 | Gabon (bandiera)                                   | AG    | Stéphane Lasme      | 1982 | 203 cm | 98 kg  |  |
| 17 | Turchia (bandiera)                                 | AP    | Cenk Akyol          | 1987 | 198 cm | 88 kg  |  |
| 21 | Turchia (bandiera)                                 | AP    | Okben Ulubay        | 1996 | 201 cm | 86 kg  |  |
| 22 | Turchia (bandiera)                                 | GA    | Furkan Korkmaz      | 1997 | 201 cm | 86 kg  |  |
| 23 | Stati Uniti (bandiera)                             | G     | Matt Janning        | 1988 | 196 cm | 88 kg  |  |
| 31 | Francia (bandiera)                                 | PG    | Thomas Heurtel      | 1989 | 189 cm | 87 kg  |  |
| 32 | Turchia (bandiera)                                 | C     | Deniz Kılıçlı       | 1990 | 206 cm | 122 kg |  |
| 41 | Turchia (bandiera)                                 | C     | Emircan Koşut       | 1995 | 216 cm | 100 kg |  |
| 51 | Montenegro (bandiera)                              | AC    | Milko Bjelica       | 1984 | 207 cm | 102 kg |  |
| -  | Turchia (bandiera)                                 | G     | Efekan Coşar        | 1994 | 192 cm |        |  |

| Allenatore                                                                                   |
| - Dušan Ivković                                                                              |
| Assistente/i                                                                                 |
| - Vaggelīs Aggelou - Tomislav Mijatović Legenda - (C) Capitano - (IN) Inattivo - Infortunato |

## Mercato

### Sessione estiva
| Acquisti | Acquisti            | Acquisti        | Acquisti                   | Acquisti |
| R.a      | Nome                | da              | Modalità                   |          |
| -------- | ------------------- | --------------- | -------------------------- | -------- |
| AP       | Stratos Perperoglou | Olympiakos      | definitivo                 |          |
| G        | Matt Janning        | Mens Sana Siena | definitivo                 |          |
| AG       | Stéphane Lasme      | Panathīnaïkos   | definitivo                 |          |
| C        | Nenad Krstić        | CSKA Mosca      | definitivo                 |          |
| AG       | Dario Šarić         | Cibona Zagabria | definitivo (1,2 milioni $) |          |
| P        | Dontaye Draper      | Real Madrid     | definitivo                 |          |
| AP       | Cenk Akyol          | Galatasaray     | definitivo                 |          |

| Cessioni | Cessioni           | Cessioni      | Cessioni       | Cessioni |
| R.       | Nome               | a             | Modalità       |          |
| -------- | ------------------ | ------------- | -------------- | -------- |
| C        | Semih Erden        | Fenerbahçe    | fine contratto |          |
| AG       | Duško Savanović    | Bayern Monaco | fine contratto |          |
| C        | Kerem Gönlüm       | Galatasaray   | fine contratto |          |
| G        | Jamon Gordon       | Darüşşafaka   | fine contratto |          |
| AP       | Kōstas Vasileiadīs | Málaga        | fine contratto |          |
| C        | Stanko Barać       | Free agent    | fine contratto |          |
| GA       | Zoran Planinić     |               | ritirato       |          |
| G        | D.J. Stephens      | N.O. Pelicans | fine contratto |          |
| AG       | Burak Can Yıldızlı | Pertevniyal   | prestito       |          |

### Dopo l'inizio della stagione
| Acquisti | Acquisti       | Acquisti       | Acquisti         | Acquisti   |
| R.       | Nome           | da             | Data             | Modalità   |
| -------- | -------------- | -------------- | ---------------- | ---------- |
| G        | Donnie McGrath | Free agent     | 20 ottobre 2014  | definitivo |
| PG       | Thomas Heurtel | Saski Baskonia | 27 dicembre 2014 | definitivo |

| Cessioni | Cessioni       | Cessioni         | Cessioni         | Cessioni    |
| R.       | Nome           | a                | Data             | Modalità    |
| -------- | -------------- | ---------------- | ---------------- | ----------- |
| G        | Donnie McGrath | Krasnyj Oktjabr' | 31 dicembre 2014 | rescissione |